# Knock Knock (pel·lícula de 2015)
Knock Knock és una pel·lícula de thriller del 2015 dirigida per Eli Roth, que també va coescriure el guió amb Guillermo Amoedo i Nicolás López. La pel·lícula és protagonitzada per Keanu Reeves, Lorenza Izzo i Ana de Armas. La pel·lícula es va estrenar el 9 d'octubre de 2015 per Lionsgate Premiere. Knock Knock és un remake de Death Game (filmat el 1974, no llançat fins al 1977), que va ser dirigit per Peter S. Traynor i protagonitzat per Sondra Locke i Colleen Camp. Les tres persones van participar en la producció de Knock Knock, mentre que Camp també va tenir un cameo a la pel·lícula més recent.

## Argument
El cap de setmana del Dia del Pare, l'arquitecte Evan Webber es queda a casa per completar el seu projecte de treball i esperar la seva cita de teràpia física per a la seva espatlla lesionada mentre la seva dona i els seus fills se'n van de vacances planificades. La seva dona Karen, una artista d'èxit, deixa el seu ajudant Louis a càrrec de la seva escultura que ha de ser traslladada a una galeria d'art per a la seva exposició.
Dues dones, Genesis i Bel, truquen a la porta de l'Evan durant una tempesta de pluja. Mullades, li diuen que estan buscant l'adreça d'una festa però que els seus telèfons no funcionen. Evan els permet assecar-se i utilitzar Internet. Els dóna bates perquè puguin assecar la roba a la seva assecadora. Les noies se senten com a casa, jugant amb el gos de la família, Monkey, i coquetegen amb Evan mentre ell els demana un Uber i toca alguns dels seus discs de vinil dels seus dies com a DJ. Després desapareixen al bany quan arriba el seu conductor. L'Evan els porta la roba i les troba nues. Intenta convèncer-les que marxin, però com el sedueixen, cedeix i té un trio amb elles.
L'endemà al matí, l'Evan descobreix que l'escultura de la seva dona ha estat vandalitzada per les noies. Quan l'Evan amenaça de trucar a la policia, les noies diuen que són menors d'edat. La Vivian, una amiga de la Karen, passa per veure si l'Evan necessita ajuda. En veure Genesis, la Vivian marxa enfadada. Quan l'Evan amenaça amb informar d'una violació de domicili, cedeixen i accepten que les portin a casa.
Després torna a casa i neteja l'embolic. Genesis el noqueja amb una de les escultures de la seva dona. La Bel s'enfila sobre ell per intentar seduir-lo. Evan inicialment es nega, però les noies amenacen amb FaceTime la seva dona amb ell tret que ell accepti fer el que demanen. Està lligat al seu llit, i la Bel s'obliga a ell mentre Genesis ho registra tot, titllant-lo de pedòfil. Tanmateix, l'Evan s'allibera i tira a Bel a terra. Ell carrega contra Genesis, però ella l'apunyala amb una forquilla; ella i la Bel el lliguen a una cadira amb un cable elèctric.
Louis arriba per recollir l'escultura i troba l'Evan; sent les noies trencant l'escultura vandalitzada. Corre per aturar-les, però després té un atac d'asma i s'adona que li han pres el seu inhalador. Mentre intenta recuperar-lo, rellisca sobre un tros de l'escultura, es colpeja el cap mentre cau i mor. Les noies que riuen converteixen el cadàver de Louis en una escultura vermella i caven una tomba improvisada al pati del darrere per a l'Evan. També utilitzen els telèfons d'Evan i Louis per enviar missatges de text amb l'objectiu de fer semblar que Evan va descobrir que Louis tenia una aventura amb la dona d'Evan i, per això, va ser assassinat per Evan. Les noies arruïnen la casa, turmenten i torturen l'Evan, li tallen els cabells i l'obliguen a jugar a fer d’amagar. Quan Genesis i Bel comencen a intentar trobar l'Evan, aquest s'escapa de la casa, només per ser aturat i subjectat a punta de pistola per Genesis. Les noies li diuen que han matat altres homes i li anuncien que morirà a l'alba.
A l'alba, lliguen l'Evan amb una mànega, l'enterren al forat, deixant només el seu cap sobre terra, i li diuen que li aixafaran el crani amb una gran pedra. Troba a faltar el seu cap per centímetres, i les noies revelen que tot el calvari va ser només un "joc", ja que mai van tenir la intenció de matar l'Evan, ni tampoc són menors d'edat, i que tot el que van fer era part d'una afició de seduir, victimitzar i arruïnar les cases dels homes casats amb fills que enganyen els seus cònjuges. Genesis mostra a l'Evan el vídeo que va gravar abans amb el seu telèfon de Bel agredint-lo. Mentre l'Evan mira, la penja al seu perfil de Facebook. Se'n van a buscar una altra víctima i s'emporten en Monkey amb ells, deixant l'Evan a la seva sort. La Karen i els nens arriben per trobar la casa en ruïnes.

## Repartiment
- Keanu Reeves com a Evan Webber
- Ana de Armas com a Bel
- Lorenza Izzo com a Gènesi
- Ignacia Allamand com a Karen Alvarado Webber
- Dan Baily com a Jake Webber
- Megan Baily com a Lisa Webber
- Aaron Burns com a Louis
- Colleen Camp com a Vivian
- Otto com a Monkey

## Producció
El 4 d'abril de 2014, Keanu Reeves es va afegir al repartiment per interpretar Evan Webber. L'actriu xilena Ignacia Allamand també es va unir a la pel·lícula.El rodatge va tenir lloc a Santiago de Xile. Eli Roth va afirmar que rodar a Xile és més fàcil que als Estats Units. Roth volia que la pel·lícula tingués un enfocament còmic, amb humor físic també.

## Estrena
Knock Knock es va estrenar al Festival de Cinema de Sundance el 23 de gener de 2015. Tres dies després, Lionsgate va adquirir els drets de distribució de la pel·lícula. La pel·lícula es va estrenar als Estats Units el 9 d'octubre de 2015.

### Mitjans domèstics
Knock Knock es va publicar en DVD i Blu-ray el 8 de desembre de 2015.

### Recepció crítica
Al lloc web de l'agregador de ressenyes Rotten Tomatoes, el 37% de les 76 opinions dels crítics són positives, amb una valoració mitjana de 5,2/10. El consens del lloc web diu: "Knock Knock aporta molt de talent al seu enfocament satíric de l'horror de la tortura, però no amb prou eficàcia per superar la seva història repetitiva o el seu to equivocadament camp". Metacritic, que utilitza una mitjana ponderada, assignada. la pel·lícula una puntuació de 53 sobre 100, basada en 22 crítics, indicant crítiques "mixtes o mitjanes".
Dread Central li va atorgar una puntuació de quatre sobre cinc, dient que "el que tenim és una pel·lícula d'invasió domèstica per a la generació de xarxes socials (sí, inclou les xarxes socials a la seva trama) que us hauria de fer pensar dues vegades. abans d'oferir calidesa i refugi a un desconegut en una nit fosca i tempestuosa."
Jeff Bond def Geek Monthly va elogiar l'actuació de Reeves, dient: "el seu gir [dramàtic] a [la pel·lícula] ... ajuda a fer que la pel·lícula sigui fàcilment la millor obra de Roth."